# National Football League 1988
La stagione NFL 1988 fu la 69ª stagione sportiva della National Football League, la massima lega professionistica statunitense di football americano. La finale del campionato, il Super Bowl XXIII, si disputò il 22 gennaio 1989 al Joe Robbie Stadium di Miami, in Florida e si concluse con la vittoria dei San Francisco 49ers sui Cincinnati Bengals per 20 a 16. La stagione iniziò il 4 settembre 1988 e si concluse con il Pro Bowl 1989 che si tenne il 29 gennaio a Honolulu.
La stagione vide il trasferimento dei Cardinals da Saint Louis a Phoenix ed il loro cambio di denominazione a Phoenix Cardinals. La squadra rimase comunque nella Division NFC East.
La stagione fu l'ultima che vide la presenza di Tom Landry come allenatore dopo 28 anni ininterrotti nei Dallas Cowboys.

## Modifiche alle regole
- Venne standardizzato il sistema di cronometraggio tra due giochi: per le situazioni normali il tempo a disposizione dell'attacco per la ripresa del gioco venne fissato a 45 secondi, per le riprese del gioco dopo un time out o una sanzione arbitrale il tempo venne fissato a 30 secondi dal momento della segnalazione dell'arbitro di riprendere il gioco.
- Venne stabilito che durante un'azione di extra point, un fumble potesse essere recuperato solo dal giocatore che lo ha commesso.
- Venne stabilito che la penalità inflitta per un'entrata di corsa sul calciatore (running into the kicker) fosse di 5 iarde e non più di 5 iarde e un primo down.
- Venne stabilito che l'arbitro principale indossi un cappellino bianco, mentre gli altri un cappellino nero. Dal 1979 al 1987 avveniva il contrario.

## Stagione regolare
La stagione regolare si svolse in 16 giornate, iniziò il 4 settembre e terminò il 19 dicembre 1988.

### Risultati della stagione regolare
- V = Vittorie, S = Sconfitte, P = Pareggi, PCT = Percentuale di vittorie, PF = Punti Fatti, PS = Punti Subiti
- La qualificazione ai play-off è indicata in verde (tra parentesi il seed)

| AFC East             |    |    |   |     |     |     |
| Squadra              | V  | S  | P | PCT | PF  | PS  |
| (2) Buffalo Bills    | 12 | 4  | 0 | 750 | 329 | 237 |
| Indianapolis Colts   | 9  | 7  | 0 | 563 | 354 | 315 |
| New England Patriots | 9  | 7  | 0 | 563 | 250 | 284 |
| New York Jets        | 8  | 7  | 1 | 531 | 372 | 354 |
| Miami Dolphins       | 6  | 10 | 0 | 375 | 319 | 380 |

| NFC East                |    |    |   |     |     |     |
| Squadra                 | V  | S  | P | PCT | PF  | PS  |
| (3) Philadelphia Eagles | 10 | 6  | 0 | 625 | 379 | 319 |
| New York Giants         | 10 | 6  | 0 | 625 | 359 | 304 |
| Washington Redskins     | 7  | 9  | 0 | 438 | 345 | 387 |
| Phoenix Cardinals       | 7  | 9  | 0 | 438 | 344 | 398 |
| Dallas Cowboys          | 3  | 13 | 0 | 188 | 265 | 381 |

| AFC Central            |    |    |   |     |     |     |
| Squadra                | V  | S  | P | PCT | PF  | PS  |
| (1) Cincinnati Bengals | 12 | 4  | 0 | 750 | 448 | 329 |
| (4) Cleveland Browns   | 10 | 6  | 0 | 625 | 304 | 288 |
| (5) Houston Oilers     | 10 | 6  | 0 | 625 | 424 | 365 |
| Pittsburgh Steelers    | 5  | 11 | 0 | 313 | 336 | 421 |

| NFC Central           |    |    |   |     |     |     |
| Squadra               | V  | S  | P | PCT | PF  | PS  |
| (1) Chicago Bears     | 12 | 4  | 0 | 750 | 312 | 215 |
| (4) Minnesota Vikings | 11 | 5  | 0 | 688 | 406 | 233 |
| Tampa Bay Buccaneers  | 5  | 11 | 0 | 313 | 261 | 350 |
| Detroit Lions         | 4  | 12 | 0 | 250 | 220 | 313 |
| Green Bay Packers     | 4  | 12 | 0 | 250 | 240 | 315 |

| AFC West             |   |    |   |     |     |     |
| Squadra              | V | S  | P | PCT | PF  | PS  |
| (3) Seattle Seahawks | 9 | 7  | 0 | 563 | 339 | 329 |
| Denver Broncos       | 8 | 8  | 0 | 500 | 327 | 352 |
| Los Angeles Raiders  | 7 | 9  | 0 | 438 | 325 | 369 |
| San Diego Chargers   | 6 | 10 | 0 | 375 | 231 | 332 |
| Kansas City Chiefs   | 4 | 11 | 1 | 281 | 254 | 320 |

| NFC West                |    |    |   |     |     |     |
| Squadra                 | V  | S  | P | PCT | PF  | PS  |
| (2) San Francisco 49ers | 10 | 6  | 0 | 625 | 369 | 294 |
| (5) Los Angeles Rams    | 10 | 6  | 0 | 625 | 407 | 293 |
| New Orleans Saints      | 10 | 6  | 0 | 625 | 312 | 283 |
| Atlanta Falcons         | 5  | 11 | 0 | 313 | 244 | 315 |

## Play-off
I play-off iniziarono con i Wild Card Game il 24 e 26 dicembre 1988. I Divisional Playoff si giocarono il 31 dicembre e il 1º gennaio 1989 e i Conference Championship Game l'8 gennaio. Il Super Bowl XXIII si giocò il 22 gennaio al Joe Robbie Stadium di Miami.

### Seeding
| Seed | American Football Conference               | National Football Conference             |
| ---- | ------------------------------------------ | ---------------------------------------- |
| 1    | Cincinnati Bengals (vincitori AFC Central) | Chicago Bears (vincitori NFC Central)    |
| 2    | Buffalo Bills (vincitori AFC East)         | San Francisco 49ers (vincitori NFC West) |
| 3    | Seattle Seahawks (vincitori AFC West)      | Philadelphia Eagles (vincitori NFC East) |
| 4    | Cleveland Browns                           | Minnesota Vikings                        |
| 5    | Houston Oilers                             | Los Angeles Rams                         |

### Incontri
| Wild Card Game | Wild Card Game                   | Wild Card Game | Wild Card Game |                                 |                                 | Divisional Play-off             | Divisional Play-off | Divisional Play-off |                                |                                 | Conference Championship        | Conference Championship | Conference Championship |  |  | Super Bowl XXIII | Super Bowl XXIII | Super Bowl XXIII | Super Bowl XXIII | Super Bowl XXIII |
|                |                                  |                |                |                                 |                                 |                                 |                     |                     |                                |                                 |                                |                         |                         |  |  |                  |                  |                  |                  |                  |
|                |                                  |                |                |                                 |                                 |                                 |                     |                     |                                |                                 |                                |                         |                         |  |  |                  |                  |                  |                  |                  |
|                |                                  |                |                |                                 |                                 | 1º gennaio - Rich Stadium       |                     |                     |                                |                                 |                                |                         |                         |  |  |                  |                  |                  |                  |                  |
|                |                                  |                |                |                                 |                                 |                                 |                     |                     |                                |                                 |                                |                         |                         |  |  |                  |                  |                  |                  |                  |
|                | 5                                | Houston        | 10             |                                 |                                 |                                 |                     |                     |                                |                                 |                                |                         |                         |  |  |                  |                  |                  |                  |                  |
|                | 5                                | Houston        | 10             | 24 dicembre - Cleveland Stadium | 24 dicembre - Cleveland Stadium | 24 dicembre - Cleveland Stadium |                     |                     | 8 gennaio - Riverfront Stadium | 8 gennaio - Riverfront Stadium  | 8 gennaio - Riverfront Stadium |                         |                         |  |  |                  |                  |                  |                  |                  |
|                | 2*                               | Buffalo        | 17             | 24 dicembre - Cleveland Stadium | 24 dicembre - Cleveland Stadium | 24 dicembre - Cleveland Stadium |                     |                     | 8 gennaio - Riverfront Stadium | 8 gennaio - Riverfront Stadium  | 8 gennaio - Riverfront Stadium |                         |                         |  |  |                  |                  |                  |                  |                  |
|                | 2*                               | Buffalo        | 17             | 5                               | Houston                         | 24                              | 2                   | Buffalo             | 10                             |                                 |                                |                         |                         |  |  |                  |                  |                  |                  |                  |
|                | 31 dicembre - Riverfront Stadium |                |                | 5                               | Houston                         | 24                              | 2                   | Buffalo             | 10                             |                                 |                                |                         |                         |  |  |                  |                  |                  |                  |                  |
|                | 4                                | Cleveland      | 23             |                                 |                                 | 1                               | Cincinnati          | 21                  |                                |                                 |                                |                         |                         |  |  |                  |                  |                  |                  |                  |
|                | 4                                | Cleveland      | 23             | 3                               | Seattle                         | 1                               | Cincinnati          | 21                  | 13                             |                                 |                                |                         |                         |  |  |                  |                  |                  |                  |                  |
|                |                                  |                |                | 3                               | Seattle                         |                                 |                     |                     | 13                             | 22 gennaio - Joe Robbie Stadium |                                |                         |                         |  |  |                  |                  |                  |                  |                  |
|                | 1                                | Cincinnati     | 21             |                                 |                                 |                                 |                     |                     |                                |                                 |                                |                         |                         |  |  |                  |                  |                  |                  |                  |
|                | 1                                | Cincinnati     | 21             | A1                              | Cincinnati                      | 16                              |                     |                     |                                |                                 |                                |                         |                         |  |  |                  |                  |                  |                  |                  |
|                | 1º gennaio - Candlestick Park    |                |                | A1                              | Cincinnati                      | 16                              |                     |                     |                                |                                 |                                |                         |                         |  |  |                  |                  |                  |                  |                  |
|                |                                  |                |                |                                 |                                 |                                 |                     | N2                  | San Francisco                  | 20                              |                                |                         |                         |  |  |                  |                  |                  |                  |                  |
|                | 4                                | Minnesota      | 9              |                                 |                                 |                                 |                     | N2                  | San Francisco                  | 20                              |                                |                         |                         |  |  |                  |                  |                  |                  |                  |
|                | 4                                | Minnesota      | 9              | 26 dicembre - Metrodome         | 26 dicembre - Metrodome         | 26 dicembre - Metrodome         |                     |                     | 8 gennaio - Soldier Field      | 8 gennaio - Soldier Field       | 8 gennaio - Soldier Field      |                         |                         |  |  |                  |                  |                  |                  |                  |
|                | 2                                | San Francisco  | 34             | 26 dicembre - Metrodome         | 26 dicembre - Metrodome         | 26 dicembre - Metrodome         |                     |                     | 8 gennaio - Soldier Field      | 8 gennaio - Soldier Field       | 8 gennaio - Soldier Field      |                         |                         |  |  |                  |                  |                  |                  |                  |
|                | 2                                | San Francisco  | 34             | 5                               | L.A. Rams                       | 17                              | 2                   | San Francisco       | 28                             |                                 |                                |                         |                         |  |  |                  |                  |                  |                  |                  |
|                | 31 dicembre - Soldier Field      |                |                | 5                               | L.A. Rams                       | 17                              | 2                   | San Francisco       | 28                             |                                 |                                |                         |                         |  |  |                  |                  |                  |                  |                  |
|                | 4                                | Minnesota      | 28             |                                 |                                 | 1                               | Chicago             | 3                   |                                |                                 |                                |                         |                         |  |  |                  |                  |                  |                  |                  |
|                | 4                                | Minnesota      | 28             | 3                               | Philadelphia                    | 1                               | Chicago             | 3                   | 12                             |                                 |                                |                         |                         |  |  |                  |                  |                  |                  |                  |
|                |                                  |                |                | 3                               | Philadelphia                    |                                 |                     |                     |                                |                                 |                                |                         |                         |  |  |                  |                  |                  |                  |                  |
|                | 1                                | Chicago        | 20             |                                 |                                 |                                 |                     |                     |                                |                                 |                                |                         |                         |  |  |                  |                  |                  |                  |                  |
|                | 1                                | Chicago        | 20             |                                 |                                 |                                 |                     |                     |                                |                                 |                                |                         |                         |  |  |                  |                  |                  |                  |                  |

Nota: Il regolamento impediva gli accoppiamenti nei Divisional playoff tra squadre della stessa Division

### Vincitore
| Vincitori del Super Bowl XXIII San Francisco 49ers 3º titolo |

## Premi individuali
| MVP della NFL                 | Boomer Esiason, Quarterback, Cincinnati  |
| Allenatore dell'anno          | Mike Ditka, Chicago                      |
| Giocatore offensivo dell'anno | Roger Craig, Running Back, San Francisco |
| Difensore dell'anno           | Mike Singletary, Linebacker, Chicago     |
| Rookie offensivo dell'anno    | John Stephens, Running Back, New England |
| Rookie difensivo dell'anno    | Erik McMillan, Safety, N.Y. Jets         |